# Krassó vármegye

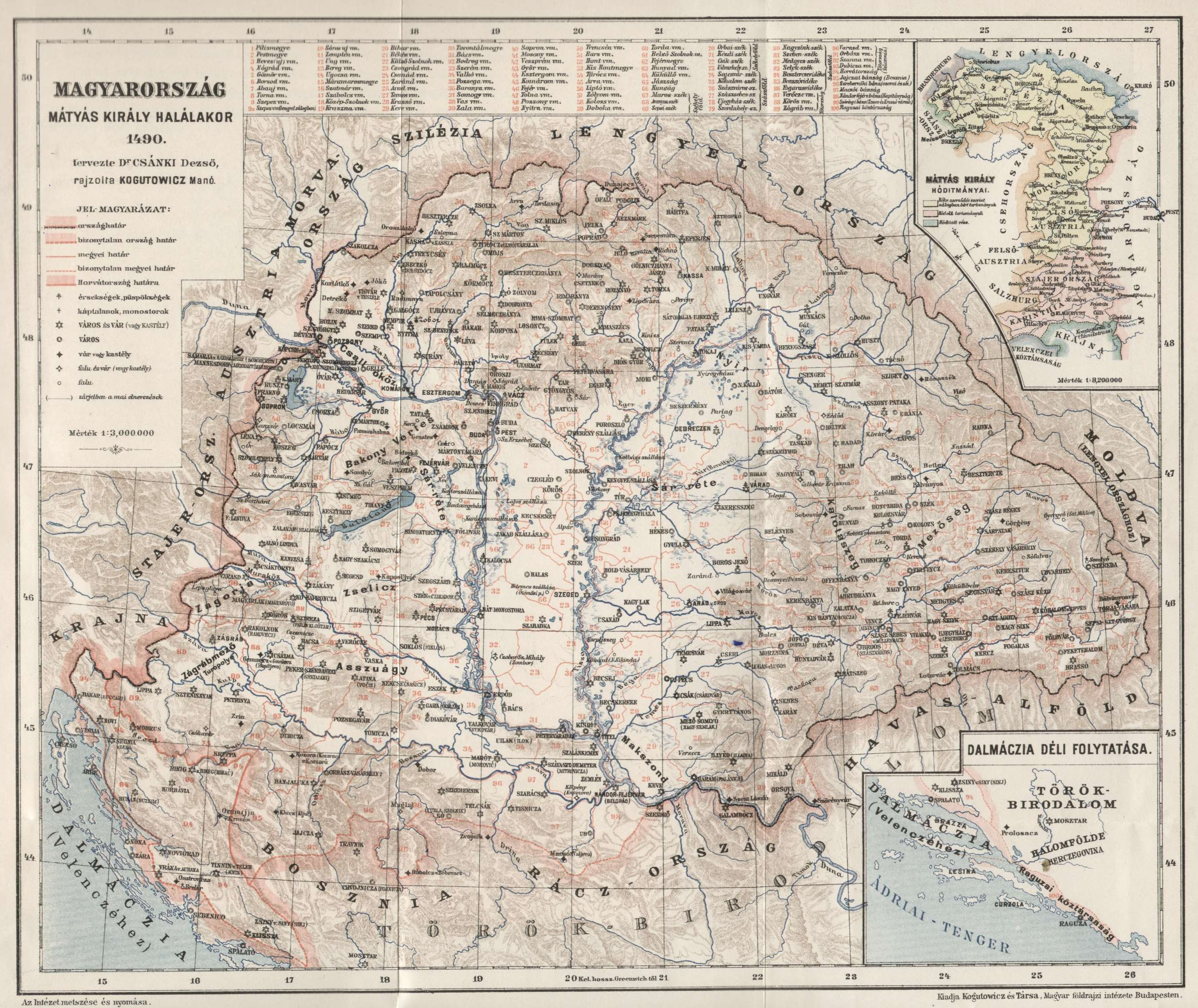
Csánki Dezső–Kogutowicz Manó: Magyarország Mátyás király halálakor

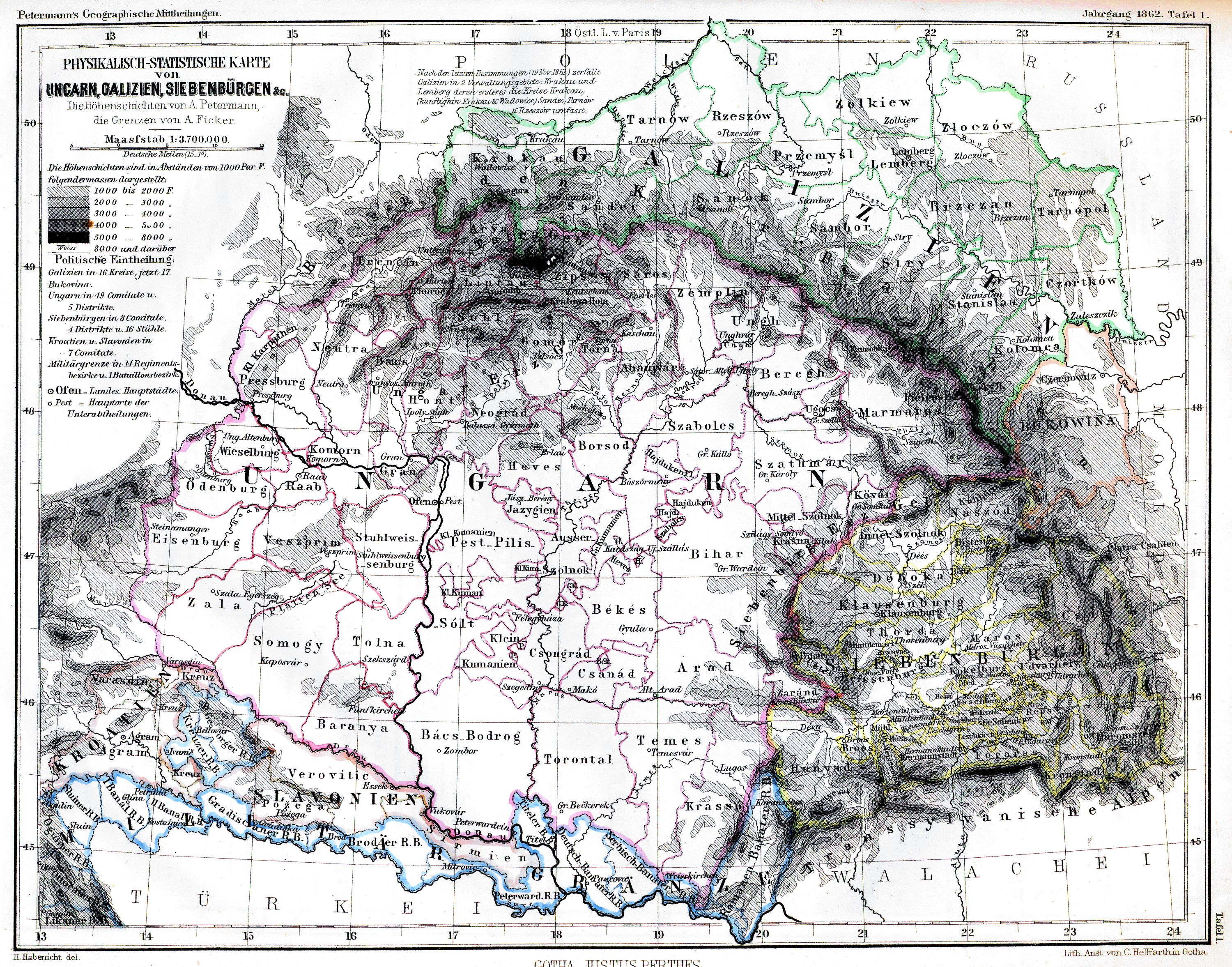
Közigazgatási egységek egy 1862-es térképen

Krassó vármegyét Szent István király hozta létre az államalapítás és a királyi vármegyerendszer megszervezése idején Krassóvár központtal.
1881-ben egyesült Szörény vármegyével Krassó-Szörény néven.
1926-ban a román állam – Krassó-Szörény vármegye utódjának felosztásával – újonnan alakított egy Krassó nevű megyét (Judeţul Caraș), ami az 1950. évi reformmal szűnt meg.

## Földrajza
Krassó vármegye az Al-Dunába folyó Krassó és Nyárád vízgyűjtő területére terjedt ki. Északon a Berzava folyó, délen a Duna határolta keleti fele lakatlan erdős hegységig, nyugati fele sík mezőségig terjedt, mely északi részén a ma Alibunai mocsaraknak nevezett (régen Igan-sár) területig, az Al-Duna delé eső rész pedig a Delibáti homokpusztákon (régen Maxond-homokhátság) veszett el.

## Története
A megye területéről az első feljegyzések a római korból, i. sz. 101-107 közötti időkről maradtak fenn.
A vármegye területére 895-ben beköltöző magyarság a Krassó völgyében bolgár-szláv és talán még az avar uralom idejéből ittmaradt bolgár-török népelemeket talált. A honfoglaló magyarság a korai helynévanyag tanúsága szerint a megye sík területeit szállta meg, de nyári legeltewtésre a folyóvölgyekbe is felhatolt. Konstantin császár 950 körül készült feljegyzése szerint a magyarok az Al-Dunától északra eső területeken  laktak.
A megye fő helye mind védelem, mind Bolgárország és Bizánc felé irányuló kereskedelem szempontjából Krassó vár, a megye névadója volt, majd I. István magyar király a területet Krassó székhellyel határispánsággá szervezte.
A tatárjárás pusztításairól e területről nem maradtak fenn adatok, de bizonyosra vehető a megye sík vidékének elnéptelenedése.
A megye területén IV. Béla várépítő politikája hozott jelentősebb változásokat: a kevésbé védhető Krassó (Haram) pótlására kiépült néhány hegyi vár és váruradalom, köztük Érsomlyó is, melynek irányító szerepe lett a megyében. Ér(d)somlyó ispánságáról 1277-ből fennmaradt adat szerint IV. László király adományt is tett Lőrinc erdélyi vajda fia Lőrinc számára. Érsomlyó után nem sokkal épült fel Mezősomlyó és Ilyéd vár is, majd végül a Berzava partján Kövesd (ma Bogsán) vára is, mely 1331-ben már uradalmi központ is volt.